# Le Poët-Célard
Le Poët-Célard település Franciaországban, Drôme megyében. Lakosainak száma 147 fő (2022. január 1.). Le Poët-Célard Bourdeaux, Félines-sur-Rimandoule, Francillon-sur-Roubion, Mornans és Truinas községekkel határos.

## Népesség
A település népességének változása:
| Lakosok száma | 162  | 137  | 142  | 128  | 120  | 124  | 127  | 132  | 137  | 147  |
|               | 1968 | 1982 | 1990 | 2006 | 2013 | 2015 | 2017 | 2019 | 2020 | 2022 |